# Курзнер, Павел Яковлевич
Павел Яковлевич Курзнер (1(13).12.1886, Санкт-Петербург — январь 1948, Ленинград) — советский актёр театра и кино, оперный певец (бас), артист эстрады.

## Биография
В 1900—1912 гг. обучался пению в Петербургской консерватории (класс С. Габеля).
В 1910—1914 гг. пел в Петербургском Народном доме (антреприза Н. Фигнера).
В 1914—1922 гг. — солист Мариинского театра. Среди партий: Лепорелло, Сусанин, Пимен, Фарлаф, Мефистофель, Галицкий, Кочубей, Додон, Лоренцо «Ромео и Джульетта» и др. Выступал как концертный певец.
В 1922 году перешёл работать на драматическую сцену.
В 1929—1937 гг. — актёр и чтец на радио.
Поставил ряд оперных спектаклей. В 1937—1948 гг. — руководитель оперного класса Ленинградской консерватории (с 1939 года — доцент).
Похоронен на Литераторских мостках Волковского кладбища в Санкт-Петербурге (слева, за могилой Владислава Стржельчика).

## Фильмография
- 1926 «Песнь тундры», роль — Хлыстов, урядник
- 1927 «Счастливые черепки», роль — Пётр
- 1928 «Сторона лесная», роль — Аверьян Злыдня, лоцман
- 1928 «Хабу», роль — Ням-Ням, охотник
- 1929 «Бунт бабушек», роль — Пётр, шорный мастер
- 1929 «Каан-Кэрэдэ», роль — летчик Ченцов
- 1929 «Человек с портфелем», роль — Башкиров, ректор института
- 1930 «Лицом к лицу», роль — Мохов, предпуштреста
- 1930 «Наши девушки», роль — Голутва, токарь
- 1930 «Поворот», роль — один из двадцатипятитысячников
- 1930 «Хромоножка», роль — приёмный отец Ильки
- 1931 «Секрет» (короткометражный)
- 1931 «Ураган»
- 1931 «Человек за бортом»
- 1932 — Сердце Соломона — Костя
- 1928 — Хабу («Лисий князек»)
- 1929 — Каан-Кэрэдэ («Крылатый бог», «Жертвы крылатого бога»)
- 1929 — Человек с портфелем
- 1930 — Поворот («Земля горит»)
- 1931 — Человек за бортом («Люди второго крещения»)
- 1935 — Сокровища погибшего корабля — Додонов
- 1939 — Станица Дальняя — казак Агеев

## Известность помимо сцены
В молодости был известным футболистом (играл защитником), выступал за клубы «Националы», «Меркур», «Спорт» и сборную Санкт-Петербурга в 1905—1912 годах. Неоднократный победитель и призёр чемпионатов города.